# Hélinand de Froidmont
Hélinand de Froidmont (Pronleroy, 1150 körül – Froidmont, 1229 után, valószínűleg 1237) középkori trubadúr, lovag majd ciszterci szerzetes, egyházi író, történetíró, költő. Legismertebb műve A halál versei, mellyel a memento mori költészet megalkotója lett.

## Élete és működése
Pronleroy-ban vagy Angivillers-ben született flamand szülőktől. Ifjú korában Beauvais-ban tanult, ahol 
valószínűleg Pierre Abélard egyik tanítványa oktatta, majd nagybátyja, a reimsi érsek cubiculariusa (kamarása) jóvoltából II. Fülöp Ágost francia király udvarába került apródnak, ahol saját bevallása szerint bűnös örömökben töltötte idejét. 1190 körül azonban megcsömörlött a világi élettől, és ciszterci szerzetes lett, Froidmont-ban, Beauvais egyházmegyében.
Ezután minden idejét a tanulásra, illetve az írásra fordította, hogy felhívja kortársai figyelmét a világi hívságok jelentette veszélyre. Pappá is felszentelték és már életében oly nagy tekintélyre tett szert, hogy amikor 1214-ben meghalt kolostorának apátja, a szerzetesek őt kérték föl, hogy legyen a vezetőjük – ő azonban ezt elutasította. Halála után nem avatták szentté, de Beuvais-ban és környékén szentnek kijáró tisztelettel emlékeznek meg róla. Itt emléknapja egyben halálának napja is: február 3.

## Művei

### A Halál versei
Művei közül a legismertebb A Halál versei című verseskötet, melynek költeményeit 1194 és 1197 között írta. Az ófrancia nyelven írt Les Vers de la Mort 50 stanzában meséli el a Halált megszólítva a Halál hatalmát mindenek felett. A versekből a cisztercita életeszmény, a világ megvetése azaz a „contemptus mundi” domborodik ki.
Hélinand – saját bevallása szerint – arisztokrata barátai okulására írta meg e művét – a 13. századból tizennyolc, a 14. századból hat kézirata maradt fenn. Ez azt bizonyítja, hogy sok olvasójuk akadt egyházi és világi olvasók körében. Később sem merültek feledésbe, mert 1594-ben kinyomatták, s azután is több ízben kiadták őket”. Nagy hatást gyakorolt Villonra, és általában a késő középkori francia költészetre.

#### Részlet a Halál verseiből
Halál, ki grófot és királyt

megmértél: év, hó mennyi járt
számukra, több nem juthatott,
köszöntsd Chartres-t, Chalons-t, Blois-t
s a három Thibaud-unokát:
Renaud-t, Louis-t s Rotrou főpapot!
Megtéríted, ki mit lopott,
s mit más megrág, te fölfalod.
Nos, hallja e három barát:
ki nem fizet, bár tartozott
szemed még rá se nyílhatott,

Ég, Föld annak meg nem bocsát.

### Chronicon
1211 és 1223 között latinul írt még egy világkrónikát is, Chronikon néven, melyben a világ teremtésétől kezdve adja elő az eseményeket saját koráig, 49 kötetben. A szöveg jórészt kompiláció: más írások egymás mellé illesztése. A mű több mint fele elveszett, a fennmaradók viszont forrásul szolgáltak Vincent de Beauvais Speculum Maiusa (Nagyobb Tükör), illetve Albericus Trium Fontium számára. A Chronicon kronologikus sorrendben haladva veszi végig az eseményeket, de számos ponton kitér az isteni kegyelmen való elmélkedésre, illetve érdekes történetekre. Ez utóbbiak közül kiemelkedik a Szent Grálra vonatkozó fejtegetése, illetve egy középkori szerzetesnek, Malmesburyi Eilmernek a repülését bemutató epizód.

### Egyéb művei
Megírta latinul önéletrajzát De reparatione lapsi, azaz Botlásának kiigazításáról címen, ezen kívül még legalább 60 latin nyelvű himnuszt is költött.

## Magyarul
- A halál versei; ford. Csorba Győző, bev. Birkás Géza; Janus Pannonius Társaság, Pécs, 1940 (A Janus Pannonius Társaság könyvtára)
- A halál versei; ford., utószó, jegyz. Csorba Győző; Helikon, Bp., 1989 (Helikon stúdió)